# Muhammad Baqir Maylisi
Muhammad Baqir Maylisi (árabe: محمد باقر مجلسي‎) hijo de Muhammad Taqi y famoso como Alamé Maylisi (1037-1110 Hégira) fue uno de los grandes narradores y sabios jurisprudentes de las ciencias chiíes. Él es el autor de diferentes libros en temas de ciencias islámicas, entre ellos el más conocido, el libro de Bihar al-Anwar.

## Biografía
Muhammad Baqir Maylisi nació en año 1037 de la Hégira, en Isfahán. Su padre, Muhammad Taqi, era de los alumnos de Sheij Bahai y era de los sabios altos de su época. Su abuelo fue Maqsud Ali Maylisi y su madre fue la hija de Sador Din Muhammad Ashuri.

Tenía menos de 4 años cuando comenzó a estudiar con su padre e ir a la Mezquita para el rezo. Asimismo, dice: 
Gracias a Dios, a los cuatro años de edad conocí estos temas como Dios, el Salat, Paraíso, Infierno, el Salat de la noche. Rezaba en la mezquita todas las mañanas, también aconsejaba a los niños através de las aleyas del Corán y los Hadices de Ahlul Bayt.
Muhammad Baqir aprendió todas las ciencias oficiales de su época en muy poco tiempo. A pesar de que su padre fuera un sabio filósofo, le interesaron los hadices y las ciencias coránicas, siendo aprendidas bajo la tutela de Husayn Jonsari. Así como otros sabios islámicos, creía en un gobierno islámico presentando la Justicia y Amabilidad a toda la gente. Maylesi dijo:
Los gobernadores deben presentar las enseñanzas islámicas en la comunidad, y debido a que los safávidas están presentando la religión islámica es meritorio de agradecer.[cita requerida] 
Tenía una relación fuerte con los reyes iraníes, y era una suprema autoridad religiosa en el sistema gubernamental. En una parte de su libro Eyn al-Hayat, mencionó la calidad de tratamiento de los reyes con la gente, y los prohibió del vino y la corrupción.

### Esposas e hijos
Tuvo tres esposas y de ellas tuvo 4 hijos y 5 hijas.

## Maestros
Mirza Husain Nuri ha mencionado a 18 sabios islámicos de los que aprendió. Entre sus maestros más conocidos se mencionan los siguientes:
- Muhammad Taqi Maylisi (su padre).
- Mulla Saleh Mazandarani.
- Mulla Muhsin Fayd Kashani.
- Sayyed Alí Jan Madani.
- Mulla Jalil Qazwini.
- Sheij Hurr al-Amili.
- Mulla Muhammad Tahir Qomi.
- Mirza Rafi’ud Din Na’ini.
- Mulla Hasan Alí Tustari.[5]

## Discípulos
Se ha dicho que más de 1000 estudiantes asistían a sus clases. Mirza Husain Nuri ha mencionado aproximadamente a 49 personas de entre sus discípulos. Se mencionan las siguientes personalidades entre sus discípulos más célebres: 
- Mirza Abdullah Afandi Isfahani.
- Sayyed Ni’matul-lah Yaza’eri.
- Sheij Abdulah Bahrani.
- Muhammad Ibn Alí Ardebili.
- Mirza Muhammad Mashhadi.
- Muhammad Husain Jatun Abadi.
- Sayyed Abul Qasim Jansari.
- Mulla Muhammad Tonekaboni.[5]

## Obras
El número de sus compilaciones alcanza a 169 libros en 79 títulos diferentes. De entre ellos se mencionan los siguientes: 
1. Bihar al-Anwar, de 110 tomos, conocido como la gran enciclopedia de las narraciones de la escuela Chiita.
2. Mir’atul al-Uqul, de 26 tomos: es la interpretación del libro Al-Kafi por el Sheij Kuleini.
3. Malazul Ajyar fi Fahmi Tahzibil Ajbar, de 16 tomos: es la interpretación del libro At-Tazhib por el Sheij Tusi.
4. Al-Wayiza: en la ciencia de Riyal.
5. Haqqul Yaqin: en la doctrina shiíta.
6. Zadul Ma’ad: en las súplicas.
7. Sharh al-Arba'ín.
8. Tuhfat al-Za’er.
9. Ain al-Hayat: sermones y admoniciones según el Sagrado Corán y las narraciones de Ahlul-Bait (P).
10. Mishkat Al-Anwar.
11. Haiat al-Qulub: la historia de los Profetas y de los Imames (P).
12. Yala' al-Uyún: la historia de los 14 infalibles (P) y sus acontecimientos suscitados.
13. Hiliat al-Muttaqín: en la Ética Islámica.
14. Al-Fara’id al-Tariqiyya: comentario de As-sahifa as-saŷŷadiyya.
15. Rabi’ al-Asabi’
16. Risalat al-Diat
17. Risalat al-Itiqad
18. Risalat al-Awzan
19. Risalat al-Shukuk
20. Miqias al-Masabih
21. Al-Masail al-Hindiyya
22. Sirat al-Nayat[1]

## Fallecimiento
Muhammad Baqir Maylisi falleció en Isfahán el día 27 del mes de Ramadán del año 1110 de la hégira lunar, a la edad de 70 años. Según lo expresado en su testamento fue enterrado cerca de la Mezquita Principal de Isfahán al lado de la tumba de su padre.